# Centris zonata
Centris zonata là một loài Hymenoptera trong họ Apidae. Loài này được Mocsáry mô tả khoa học năm 1899.